# 富士急静岡バス
富士急静岡バス株式会社（ふじきゅうしずおかバス）は静岡県の富士市・富士宮市を中心に路線を運営する企業。営業所記号は「W」を用いるが、これは富士急行静岡西 (West) 統括事業所のエリアを引き継いだためである。1993年（平成5年）1月1日、富士急行富士宮営業所を分社化して設立。分社化された時点でさほどエリア内路線の採算性が悪いわけではなかったが、より地域に密着した運営を行うための分社化であった。
富士急行静岡東 (East) 統括事業所のエリアを引き継いだ富士急シティバス、唯一の本体直営の営業所として存続していた富士急行御殿場営業所を引き継いだ富士急モビリティとともに、静岡県内の富士急グループの一翼を担っている。また、バス事業から撤退した富士急グループの岳南鉄道のバス路線も引き継いでいる。富士市・富士宮市のコミュニティバス運行受託も行う。

## 沿革
- 1993年（平成5年）1月1日 - 富士急行富士宮営業所を分社化して設立。
- 1995年（平成7年） - 富士急行富士営業所を移行。
- 1998年（平成10年）4月 - 岳南鉄道の路線バス事業廃止に伴い、岳南鉄道バスの単独区間などを引き継ぎ。車両も一部が移籍している（後年貸切バス事業も譲受）。
- 1999年10月1日（平成11年） - 富士市コミュニティバス「ひまわりバス」運行受託を開始。
- 2002年（平成14年） - 富士急行静岡西統括事業所を移行。これにより、富士・富士宮地区の富士急バスはすべて富士急静岡バスとなった。
- 2005年（平成17年）3月 - 富士営業所を廃止。敷地は日中の吉原中央駅発着便の待機所として使用（後に再度同地に開設）。
- 2008年（平成20年）3月26日 - 鷹岡営業所の路線バスでPASMO導入（ただしPASMO定期は発売していない）。
  - 7月1日 - 富士宮営業所の路線バスでPASMO導入。
  - 9月30日 - 富士急バスカードの販売を終了。
  - 10月1日 - 富士急バスカードの無料払い戻し開始。
- 2009年（平成21年）9月30日 - 富士急バスカードの利用を終了。
- 2010年（平成22年）1月16日 - 富士宮市コミュニティバス「宮バス」運行受託を開始（石川タクシーから受託事業者変更）。
- 2018年（平成30年）3月31日 - 宮バスのうち、芝川地区の路線は運行受託終了。
- 2019年（平成31年）4月1日 - 富士市と協働でバスロケーションシステムを導入。
- 2020年（令和2年）10月1日 - 富士市自主運行バス「ふじかぐやの湯線」運行受託開始。
- 2025年（令和7年）2月1日 - ひまわりが運行終了。同年2月3日よりAIオンデマンドバス「のるーと ひまわり」が運行開始。

## 営業所
- 鷹岡営業所（路線バス・高速バス・貸切バス）
- 富士宮営業所（路線バス・高速バス）
- 富士営業所（路線バス）

路線バス・高速バスについては各営業所の記事を参照。

### 過去の営業所記号
- 1995年（平成7年）以前の営業所記号は以下のとおりであった。
  - A - 富士宮営業所
  - B - 富士営業所
  - C - 吉原営業所（1988年に廃止）
  - L - 鷹岡営業所
  - M - 清水営業所（廃止）
  - N - 学会営業所（廃止）

## コミュニティバス
コミュニティバスはPASMOが利用できず（ふじかぐやの湯線を除く）、代わりに回数券を発売している。
富士市コミュニティバス
静岡県富士市において、富士市コミュニティバス「ひまわりバス（富士ひまわり線）」、富士市自主運行バス「ふじかぐやの湯線」を運行受託している。
富士宮市コミュニティバス
静岡県富士宮市において、市の支援を受けた循環路線「宮バス」を運行受託している。
「宮バス」は、開業当初より石川タクシー富士宮が運行受託していたが、経営上の理由により富士急静岡バスに移管された。
過去には、富士宮市の旧芝川町地域の「芝川バス」も運行受託していた。

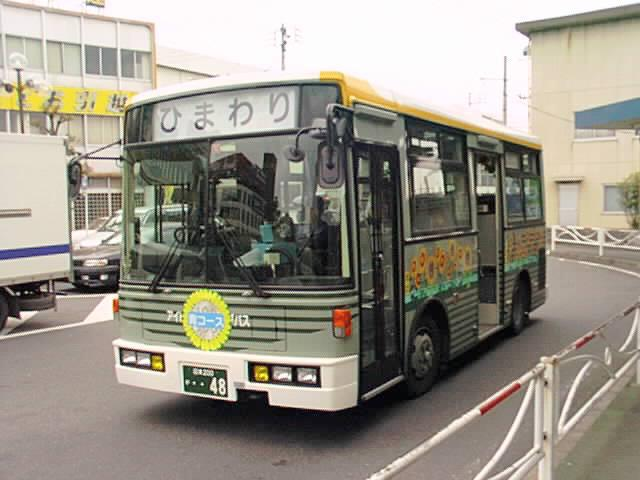
富士市コミュニティバス「ひまわりバス」の車両
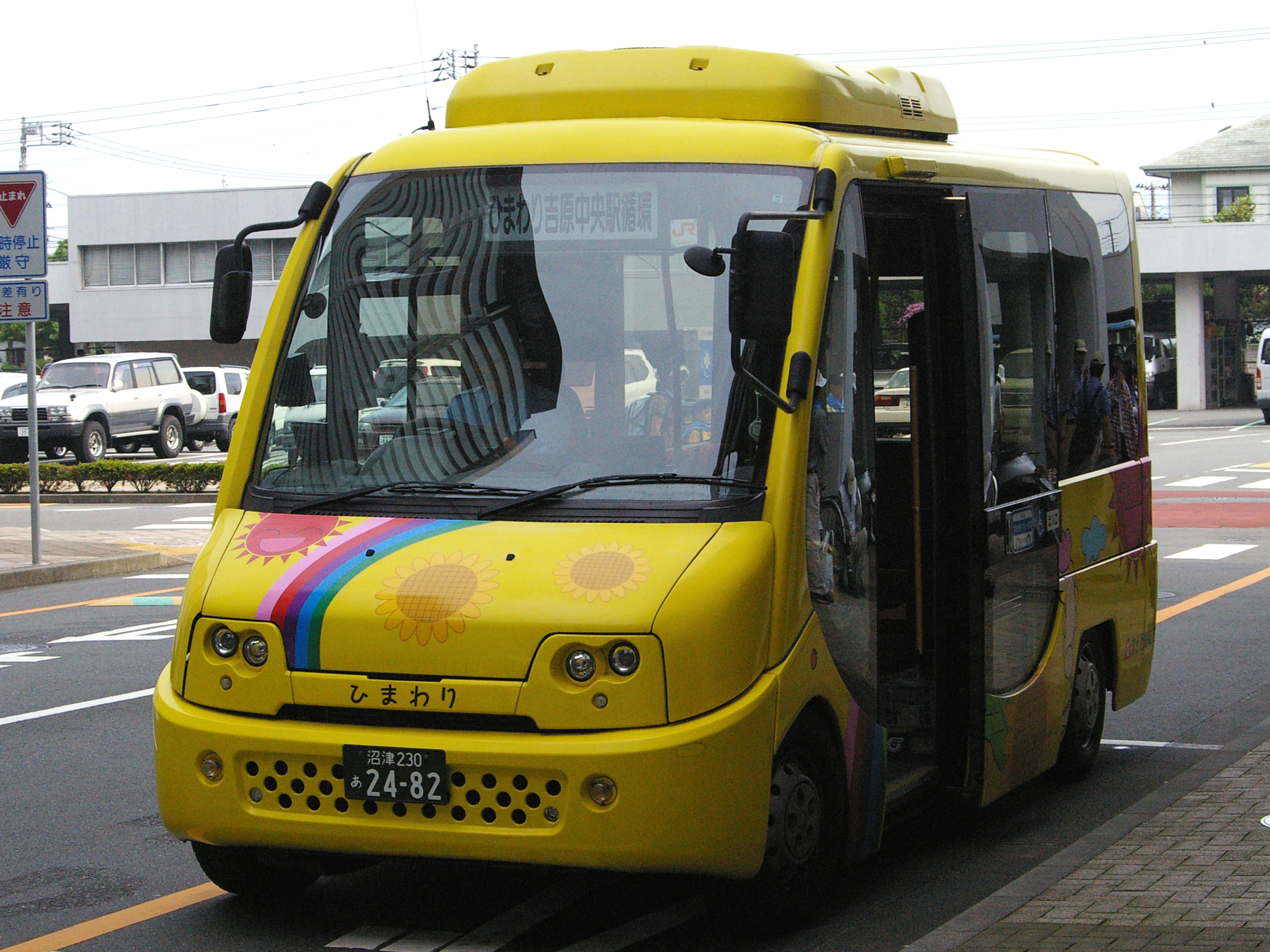
「ひまわりバス」吉原中央駅循環の専用車両
富士宮市「宮バス」富士急静岡バスの車両

## 車両
富士急行全体としては日野車が中心であったが、静岡地区ではいすゞ車の導入も目立った。低公害バス「エバーグリーンシャトル」も在籍し、CNGバス導入以後はUDトラックス（旧・日産ディーゼル）車の比率も高くなっている。2008年（平成20年）にはブルーリボンシティ・ハイブリッドが2台導入された。2010年（平成22年）8月には、ヒュンダイ・ユニバースが高速車として導入されている（2012年9月に1台追加購入）。
また、岳南鉄道の路線バス事業廃止に伴い、一部の車両が移籍している。もともと岳南鉄道バスは日産ディーゼル車も多かったため、日産ディーゼル車の比率が高くなった。岳南鉄道バスには後部方向幕がなかったこと、バンパーが銀色ないしグレーだったこと（富士急行オリジナル車は白色）、車内座席のモケットが赤色（オリジナル車は緑色）であったことから識別可能であった。また、富士急行には存在しない、富士重工6E形ボディの車両も存在していた。
CNGバス導入当初は、CNG充填の関係から富士吉田・河口湖への往復がある運用に限定されていたが、富士市内にCNG充填施設が出来たので、特に運用の区別はなくなっている。もちろん、夏季には富士登山バスの運用に入る。
2008年11月以降、在籍車両が順次ご当地ナンバー「富士山ナンバー」に変更され、2010年1月現在で全車両のナンバー変更が完了している。
2012年（平成24年）には、鷹岡営業所に静岡県東部地区初の大型ノンステップバスいすゞエルガが導入された。

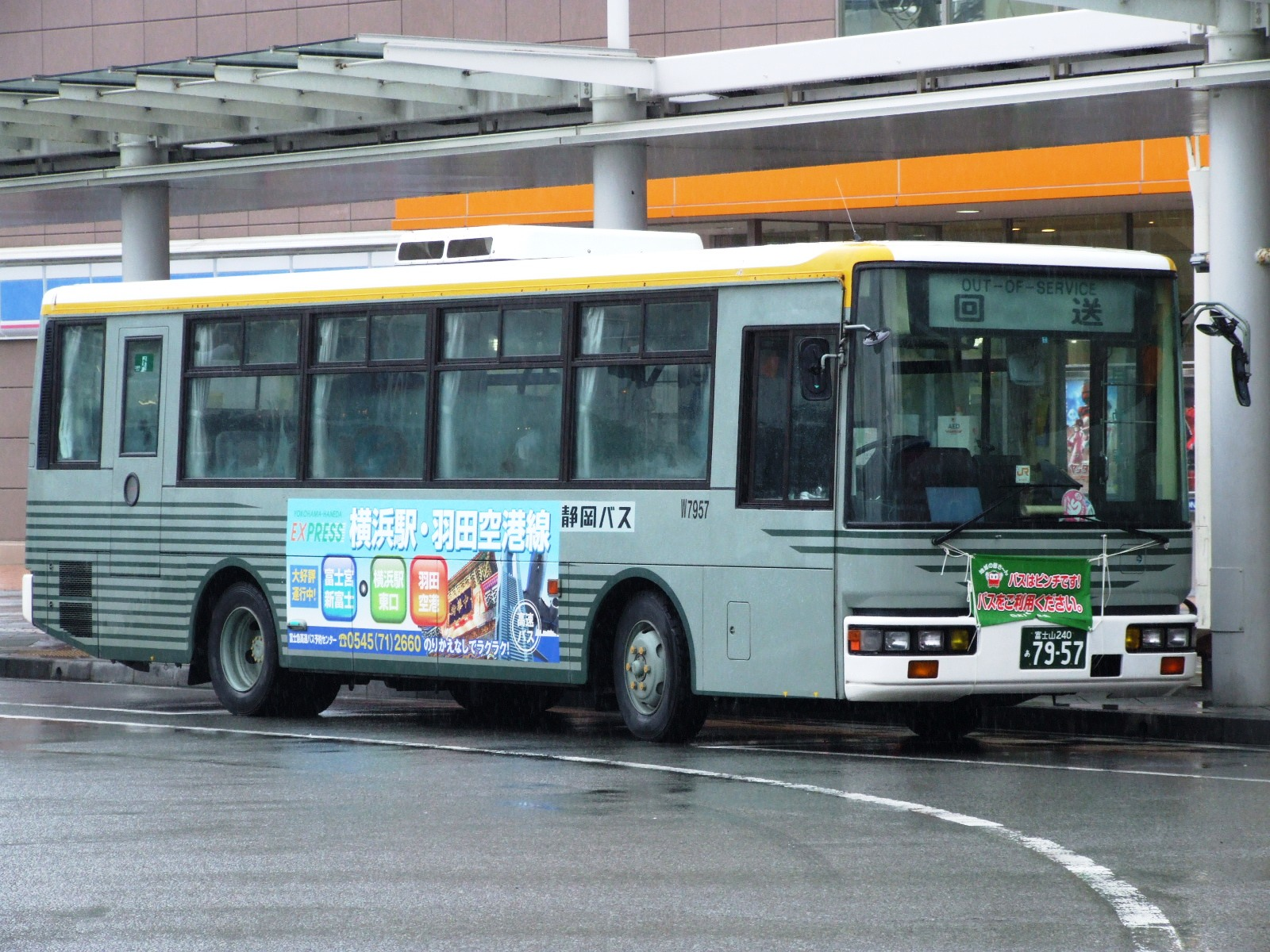
ノンステップバス W7957
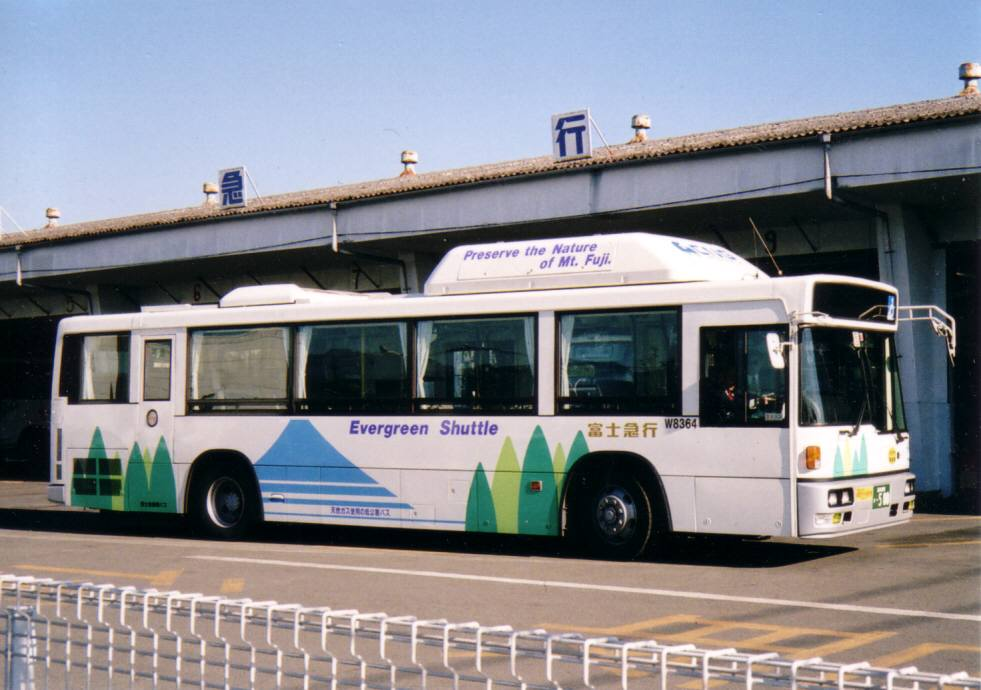
エバーグリーンシャトル（西工96MC） W8364
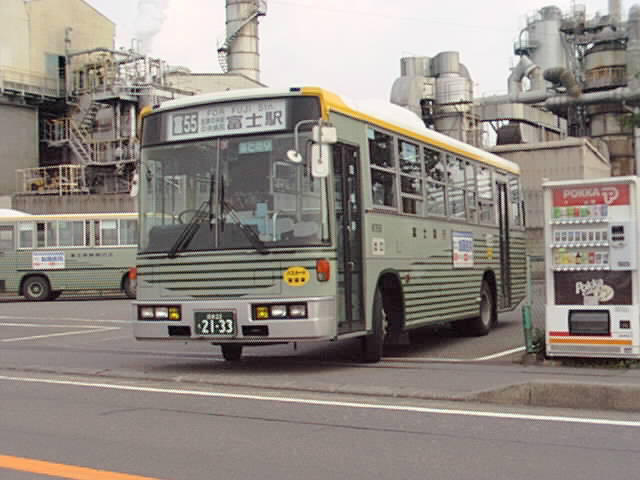
岳南鉄道バスからの移籍車 W7559
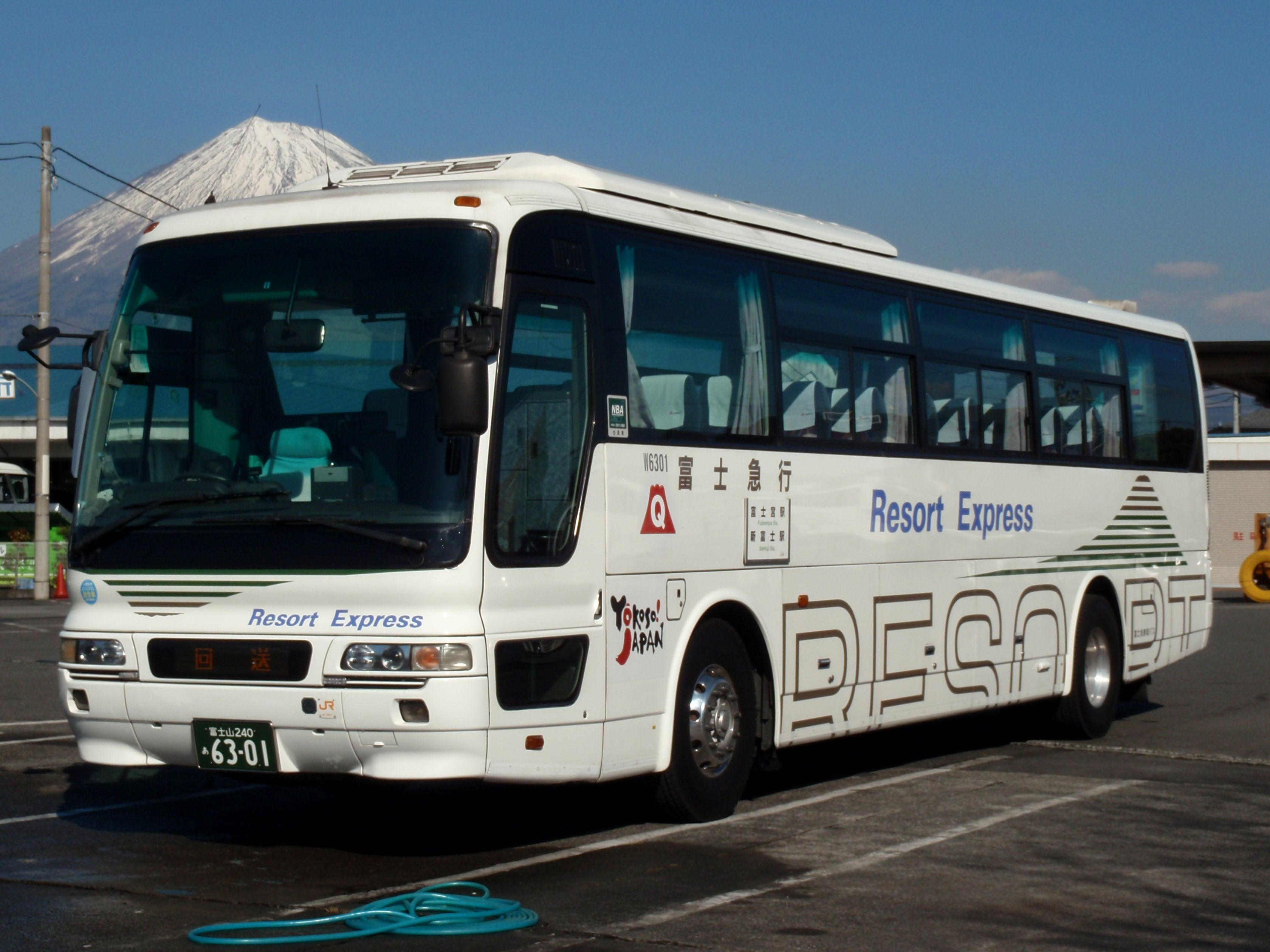
成田空港線リムジン仕様車 W6301